# Rzepin
Rzepinⓘ (em alemão: Reppen) é um município no oeste da Polônia. Perternce à voivodia da Lubúsquia, no condado de Słubice. É a sede da comuna urbano-rural de Rzepin.
Estende-se por uma área de 11,4 km², com 6 431 habitantes, segundo o censo de 31 de dezembro de 2021, com uma densidade populacional 564,1 hab./km².

## Geografia
Localização

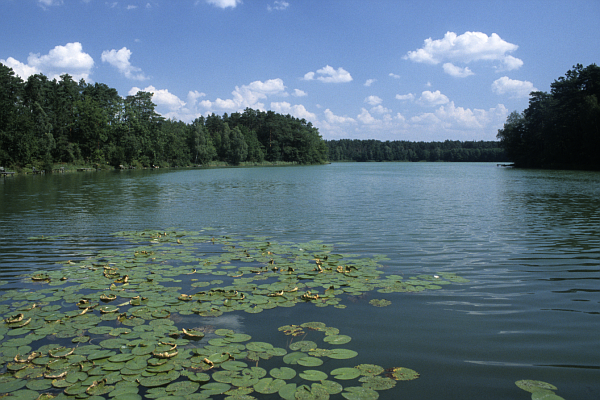
Lago Rzepsko

A cidade está localizada na estrada nacional n.º 92, a 21 km de Słubice, 66 km de Gorzów Wielkopolski, 85 km de Zielona Góra, 170 km de Szczecin, 150 km de Poznań, 250 km de Breslávia e 450 km de Varsóvia. A autoestrada A2 passa por Rzepin. Situa-se na Região da Lubúsquia, na parte ocidental da região dos lagos da Lubúsquia, na planície de Torzym, em um vale glacial com curso meridional.
Rzepin está localizada na histórica Terra da Lubúsquia, em uma região conhecida como Terra de Torzym.
De 1975 a 1998, a cidade pertenceu administrativamente à voivodia de Gorzów.
Partes da cidade: Dolne Miasto (Cidade Velha), Górne Miasto (Cidade Nova), Zatorze (Eliza Orzeszkowa), conjunto habitacional Sikorskiego e conjunto habitacional Kilińskiego. A zona suburbana inclui Rzepinek e Starościn (antiga Polska Wola).
Recursos hídricos
O rio Ilanka, um afluente da margem direita do rio Óder, passa pela cidade, que recebe seu afluente, o rio Rzepia, abaixo da cidade, em Nowy Młyn.
Inúmeros lagos pós-glaciais estão localizados nas proximidades da cidade, incluindo Busko, Długie — os lagos balneários da cidade: Głębiniec, Linie, Lubińskie, Oczko, Popienko e Rzepsko.

## Toponímia
Não há dúvidas sobre a origem do nome da cidade nos idiomas eslavos. Hermann Berghaus, em 1856, investigou a origem do nome a partir das palavras: repina — nome popular para uma árvore de bordo, rjepa — nabo, ou rjepnik — um campo coberto de nabos; Mucke acreditava que poderia ser um nome derivado da palavra para peixe (ryby) — Rybin, Rybek, Rybno — um assentamento de pescadores (uma cidade situada em um rio). A etimologia polonesa contemporânea (Rospond, Rymut, Malec) é claramente a favor da origem do nome a partir do apelido Rzepa ou da planta nabo (rzepy).
Após a Segunda Guerra Mundial, a cidade foi brevemente chamada de “Rypin Lubuski” por um curto período. O nome Rzepin foi introduzido por um decreto do Ministro da Administração Pública e Territórios Recuperados de 7 de maio de 1946.

## História

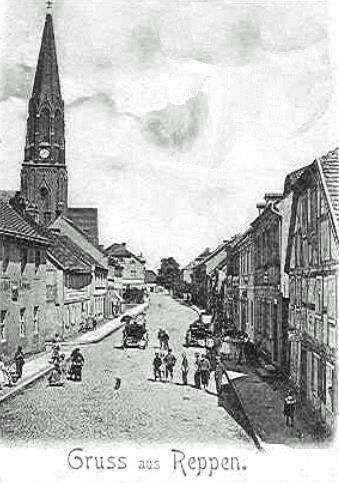
Praça do mercado e igreja de Rzepin (ca. 1900)

A cidade foi fundada no local de um assentamento medieval eslavo fortificado do século X e de um subúrbio de artesãos localizado em uma travessia conveniente do rio Ilanka. A menção mais antiga de Rzepin data de 1297, pois naquela época o pároco de Repin, Iacobus Craft, estava vivo e sua presença foi registrada durante a cerimônia de concessão da vila de Wystok ao monastério de Parysian.
Rzepin sempre foi associado à Terra de Torzym (Terra de Lubúsquia), que pertenceu aos duques da Silésia até 1249. Na segunda metade do século XIII, ela foi cedida pelos arcebispos de Magdeburgo à Marca de Brandemburgo. Desde então, o destino de Rzepin tem sido turbulento: ela foi vendida várias vezes e as terras pertencentes à cidade foram confiscadas. Antigamente, Rzepin era uma cidade de artesãos, havia guildas de costureiros, açougueiros, padeiros e sapateiros, havia um moinho de água na cidade, a pesca e a produção de cerveja eram os grandes privilégios de Rzepin. O desenvolvimento da cidade foi infelizmente prejudicado por várias pestes, desastres naturais e epidemias que afetaram Rzepin, além de vários incêndios, especialmente um em que a histórica prefeitura foi queimada.
A cidade medieval tinha um formato aproximadamente retangular de 300 × 400 m. Longitudinal e transversalmente, três ruas paralelas cruzavam a cidade, distinguindo a praça do mercado medieval. A planta mais antiga de Rzepin data de 1725 e elaborada por Eichler.
A cidade antiga foi construída compactamente na margem direita do rio Ilanka e, nos outros lados, era cercada por uma vala (fosso da cidade), posteriormente preenchida devido à influência desfavorável do microclima úmido.
Nos séculos XIV e XV, a cidade era referida com o adjetivo “nova”, o que pode indicar uma nova localização da cidade ou novos direitos municipais: 28 de julho de 1329 — Newen Reppin, 1335 — Nyen Rypin, 1441 — Nyen Reppen. É possível que a cidade tenha sido transferida para um local mais conveniente, pois um antigo assentamento fortificado foi preservado no rio Ilanka, entre Tarnawa Rzepinska e Starościn. Na literatura alemã, encontramos: Reppin, Reppen; e em polonês: Ripin ou Rzepin. Em 1437, o nome Stat Kleynen Reppin apareceu uma vez, mas a tentativa de chamar a cidade de “pequena” não pegou. Desde meados do século XV, o nome da cidade é escrito sem o adjetivo. Por um curto período após a guerra, a cidade foi chamada de Rypin Lubuski ou Rypin, e, no final da década de 1940, a forma atual já estava em uso.
Após a guerra, Rzepin também era uma cidade de condado (condado de Rzepin com sede em Słubice).

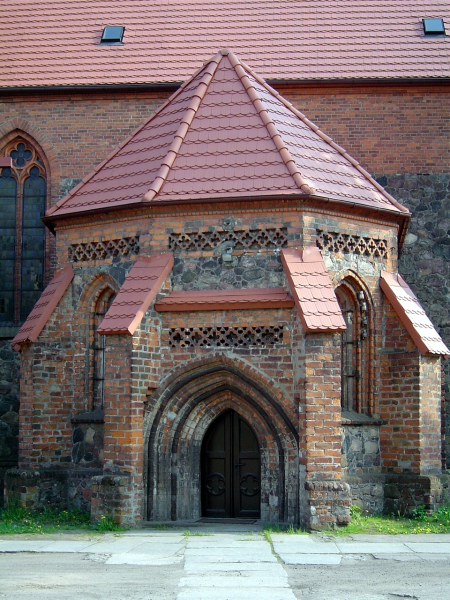
Capela gótica na igreja do Sagrado Coração de Jesus

Uma breve história da cidade nas datas de 1850 a 1945:
- 1869 — construção da linha ferroviária Frankfurt an der Oder — Rzepin — Poznań
- 1875 — construção da linha de trem Szczecin — Rzepin — Głogów
- 1881 — construção do hospital da Fundação Richter (prédio não mais existente na rua Slubicka)
- 1890 — construção da linha de trem Rzepin — Ośno Lubuskie — Sulęcin — Międzyrzecz
- 1904 — Rzepin torna-se a sede do condado de Rzepin
- 1911–1913 — construção de novas escolas primárias e secundárias
- 1926 — criação e loteamento da nova área de assentamento em Drenziger Weg (atual rua Słowackiego).
- 1927 — construção de novas piscinas municipais e de um campo esportivo no lago Długie
- 1929 — construção da nova agência dos correios da cidade (agora na rua Wojska Polskiego)
- 1939 — conforme o censo de 17 de maio, a cidade tinha uma população de 6442 habitantes; a área da cidade era de 2610,6 hectares.
- 1945 — de 1 a 2 de fevereiro, o 11.º Corpo Panzer da Primeira Frente Bielorrussa lutou com os alemães para capturar a cidade;[14] em 2 de fevereiro, às 3h da manhã, a cidade foi capturada, os homens refugiados que passavam por ela foram mortos a tiros por soldados do 19.º Exército e as mulheres foram estupradas;[15] a cidade foi então entregue à administração polonesa; a antiga população da cidade foi deslocada.

## Monumentos e atrações turísticas

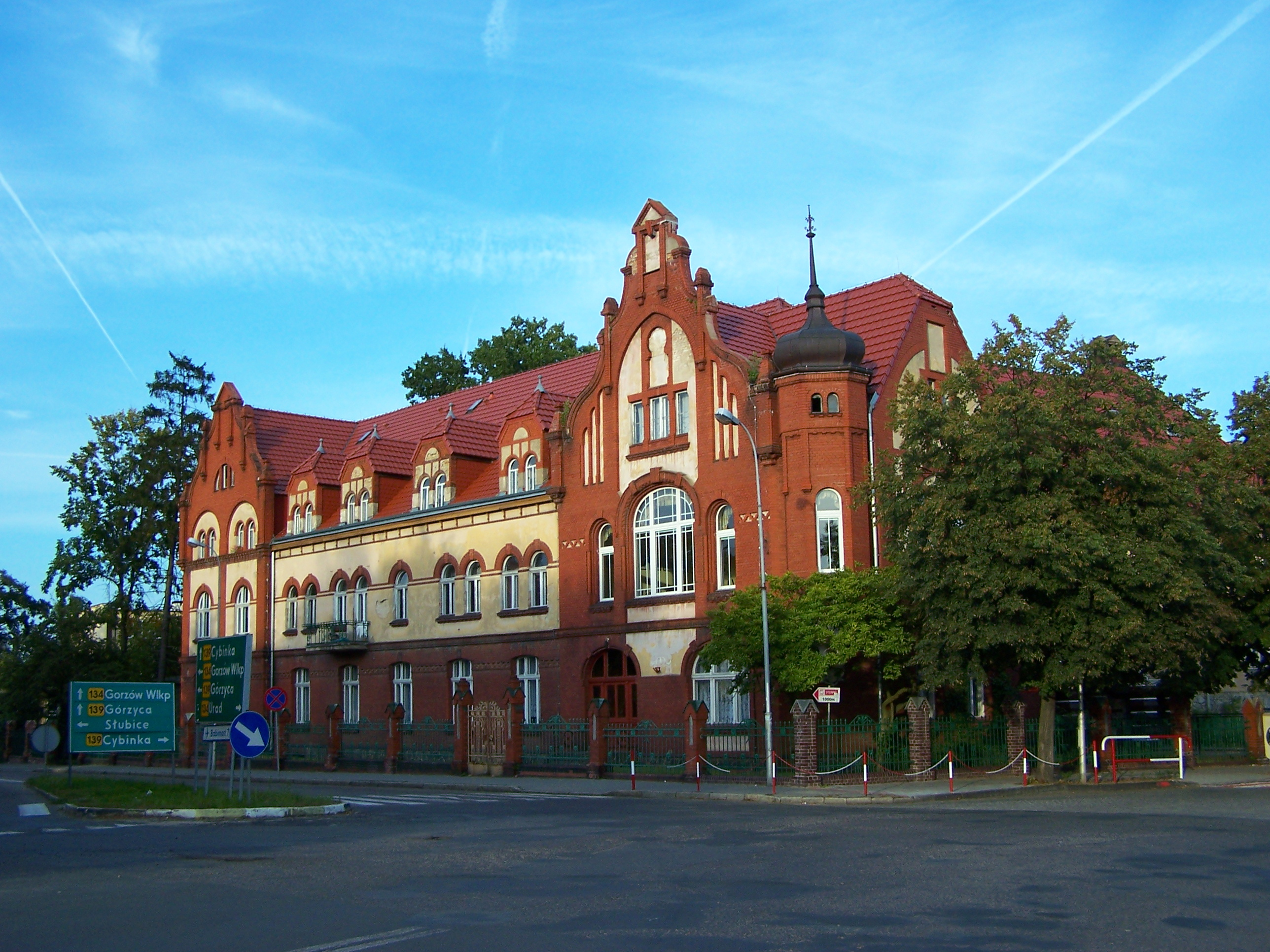
Prédio da escola de ensino médio

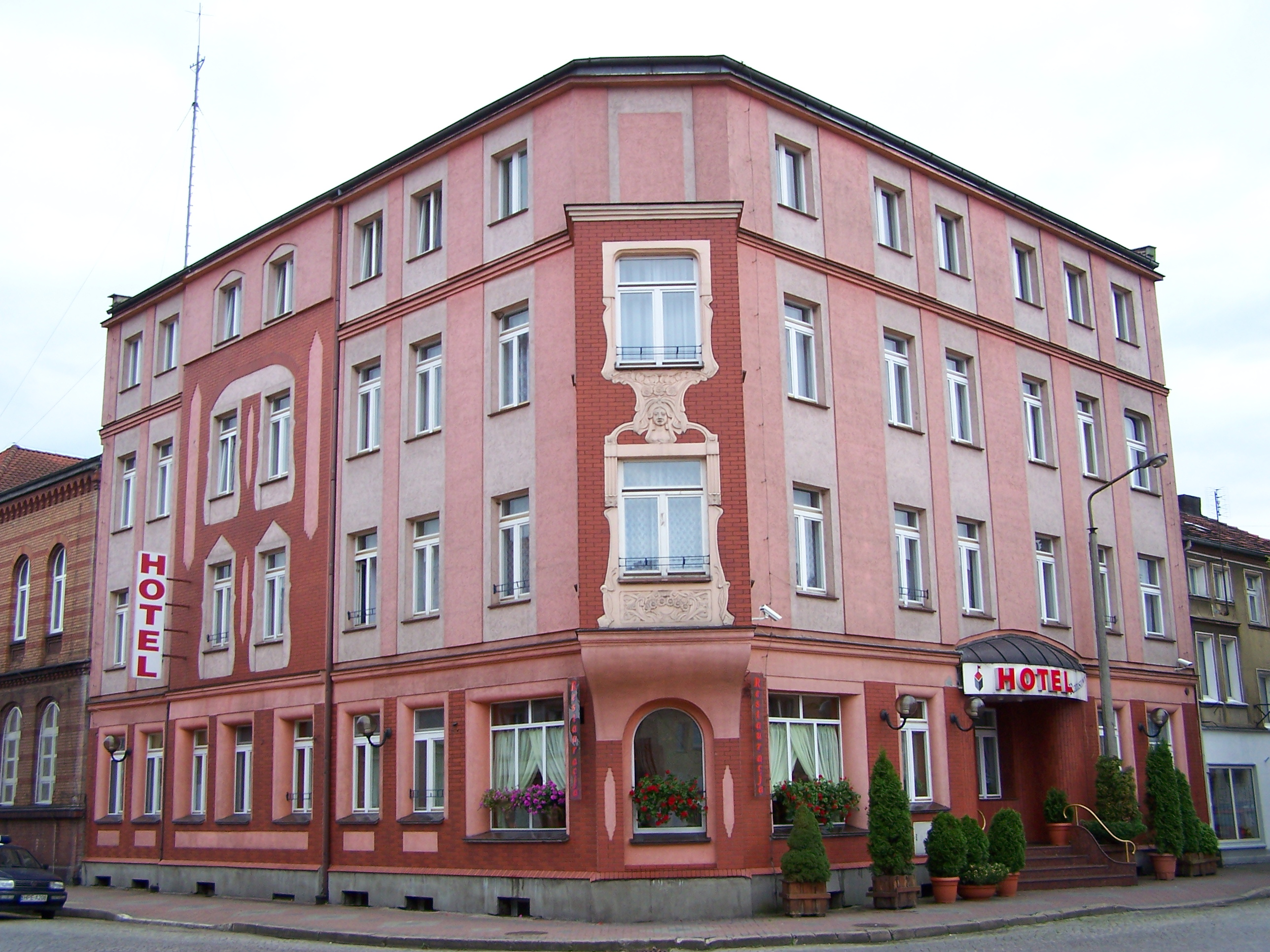
Edifício do Hotel Kalisz em Rzepin

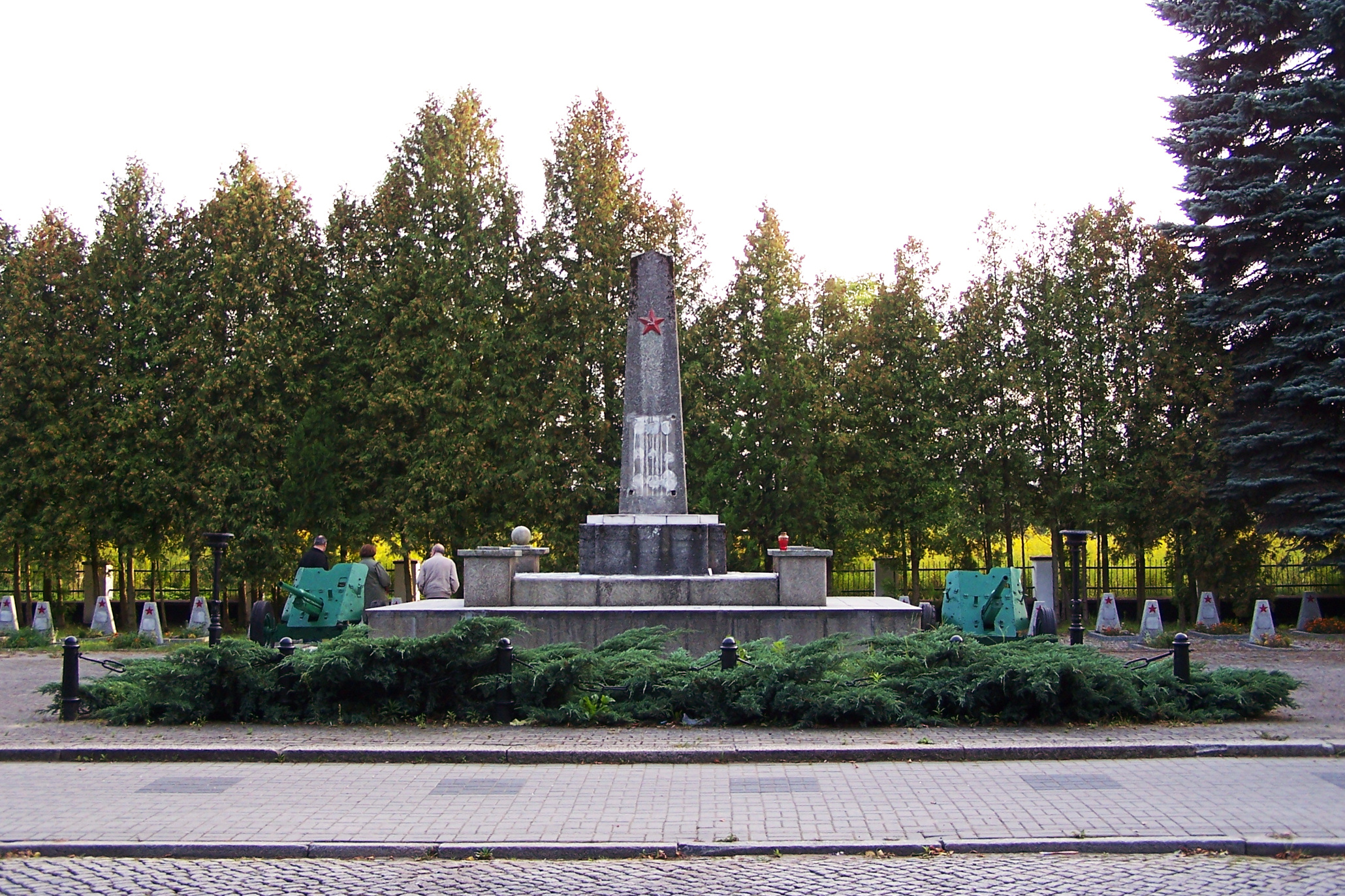
Cemitério dos soldados soviéticos

O registro provincial de monumentos inclui:
- Igreja paroquial dedicada a Santa Catarina, agora dedicada ao Sagrado Coração de Jesus, construída por volta de meados do século XIII em estilo românico tardio, século XIV, reconstruída em 1878 em estilo neogótico, uma torre sineira também foi acrescentada nessa época. As paredes de pedra das elevações sul e norte e o presbitério com sua característica janela tripla permaneceram do antigo templo; uma capela gótica de tijolos do século XV com um portal pontiagudo e abóbada com nervuras cruzadas fica ao lado da igreja no lado norte;[17] um órgão de 19 registros de 1879; atualmente uma igreja paroquial, localizada no centro da cidade na Praça da Igreja.
- Mansão de Rzepin — clássica, construída no século XVIII; atualmente na rua Słubicka, 12

Outros monumentos:
- Prefeitura — o prédio foi erguido em 1833, sofreu danos significativos durante a guerra e reconstruído em 1950–1960
- Prédio da escola primária do início do século XX
- Prédio da escola secundária geral do início do século XX
- Palácio na rua Poznańska, 26, do início do século XX, chamado de “Mansão Chocolate”.
- Edifício da estação ferroviária do século XIX
- Casas geminadas do século XIX e início do século XX, incluindo o Hotel Kalisz
- Moinho de água — do início do século XIX, atualmente acionado por uma turbina elétrica.
- Carvalho “Piasta” — um monumento natural, carvalho peciolado com 613 cm de circunferência e 20 m de altura (aproximadamente 700 anos), localizado no assentamento Liszki, aproximadamente 3 km ao sul da cidade.
- Trilha natural “Trilha do Castor” — no rio Rzepia, em sua confluência com o rio Ilanka, começando no alojamento do guarda-florestal no vilarejo de Nowy Młyn.
- Cemitério judeu

## Demografia
Conforme os dados do Escritório Central de Estatística da Polônia (GUS) de 31 de dezembro de 2022, Rzepin é uma cidade pequena com uma população de 6 421 habitantes (22.º lugar na voivodia da Lubúsquia e 498.º na Polônia), tem uma área de 11,42 km² (17.º lugar na voivodia da Lubúsquia e 548.º lugar na Polônia) e uma densidade populacional de 562,26 hab./km² (27.º lugar na voivodia da Lubúsquia e 558.º lugar na Polônia). Nos anos 2002–2021, o número de habitantes aumentou 1,0%.
Os habitantes de Rzepin constituem cerca de 13,77% da população do condado de Słubice, constituindo 0,66% da população da voivodia da Lubúsquia.
| Descrição                         | Total      | Total     | Mulheres   | Mulheres  | Homens     | Homens    |
| --------------------------------- | ---------- | --------- | ---------- | --------- | ---------- | --------- |
| unidade                           | habitantes | %         | habitantes | %         | habitantes | %         |
| população                         | 6 421      | 100       | 3 318      | 51,7      | 3 103      | 48,3      |
| área                              | 11,42 km²  | 11,42 km² | 11,42 km²  | 11,42 km² | 11,42 km²  | 11,42 km² |
| densidade populacional (hab./km²) | 562,26     | 562,26    | 290,69     | 290,69    | 271,57     | 271,57    |

## Economia
Em 1991, a fábrica de móveis estofados “Steinpol Meble”, de propriedade da Steinhoff International Holdings, foi inaugurada no local da antiga usina de concreto usada pela empresa de móveis “Karat”. Atualmente, é o local que mais contrata trabalhadores na cidade, com 738 funcionários em 2010.
Outras fábricas em Rzepin incluem um laticínio e a produtora de água mineral “Rzepinianka”. Além disso, há a Zona Econômica Especial de Kostrzyń-Słubice na cidade.
A Lubuski Kombinat Rolny teve sua sede aqui.

## Transporte

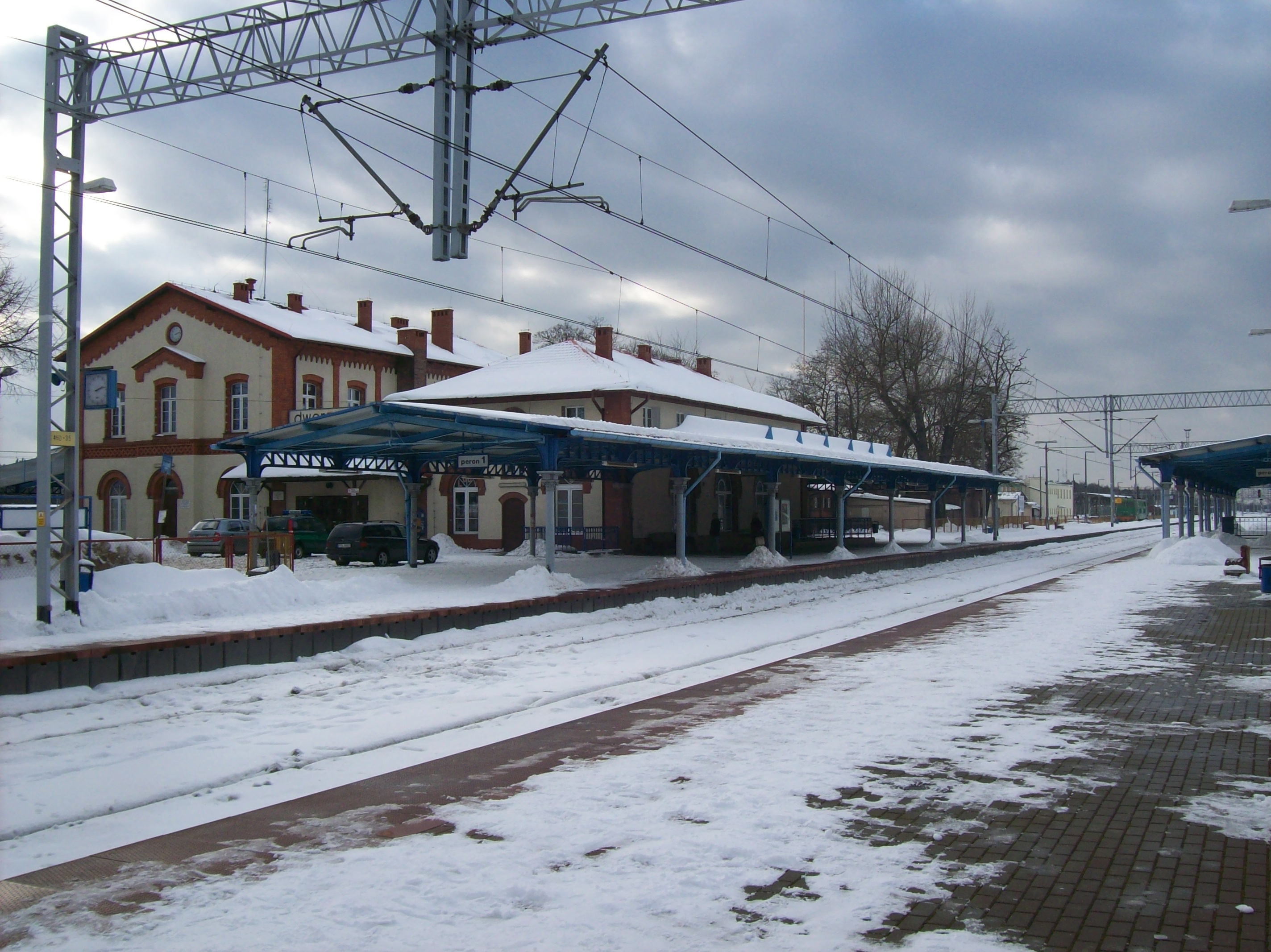
Estação ferroviária de Rzepin

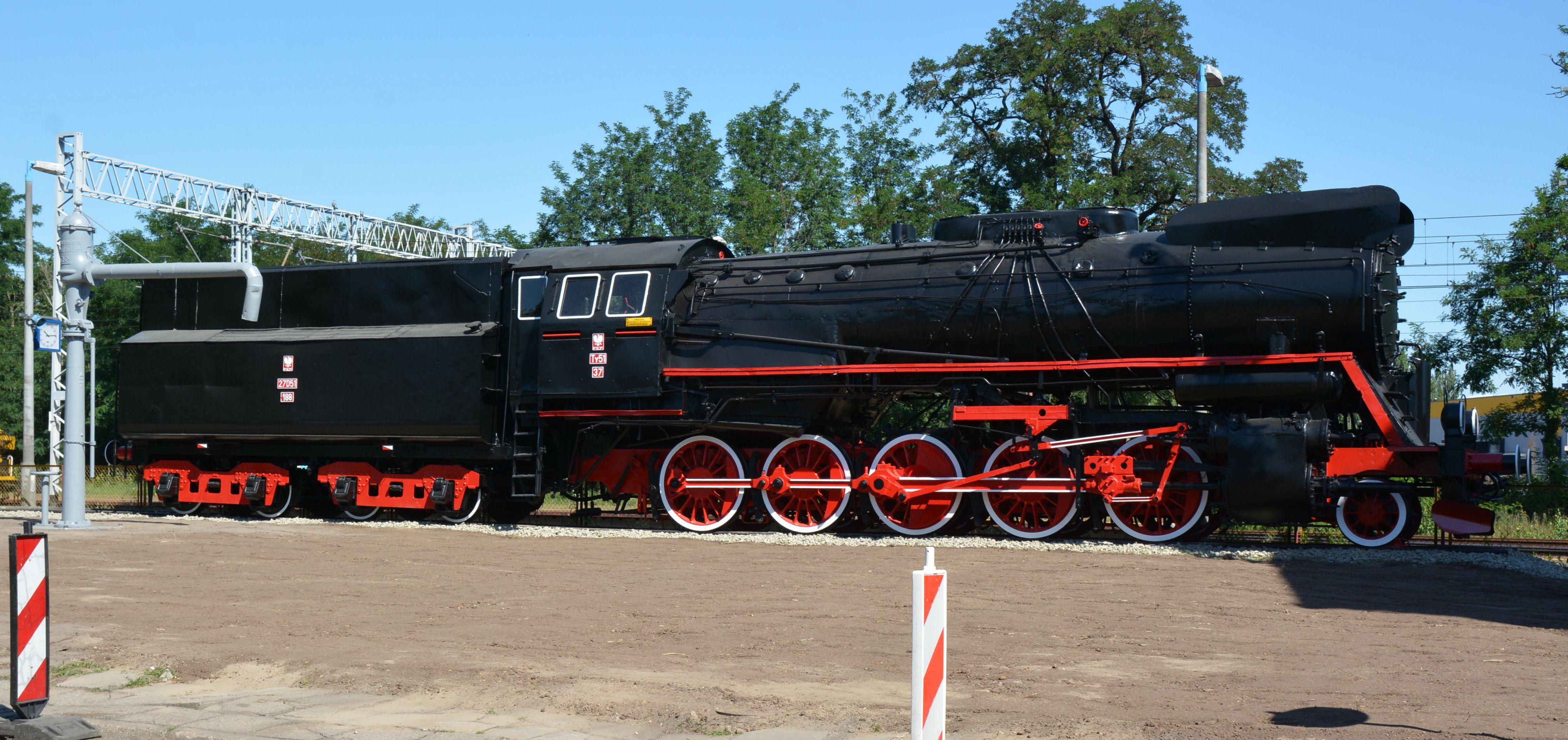
Locomotiva a vapor histórica, Ty51, na estação de Rzepin — monumento

### Transporte rodoviário
As seguintes estradas circulam na cidade:
- Autoestrada A2: Świecko/Słubice — Rzepin — Świebodzin — Nowy Tomyśl — Poznań — Konin — Łódź — Łowicz — Varsóvia
- Estrada nacional n.º 92: Rzepin — Torzym — Świebodzin — Nowy Tomyśl — Poznań — Konin — Kutno — Łowicz — Sochaczew — Varsóvia
- Estrada provincial n.º 134: Urad — Rzepin — Ośno Lubuskie — Radachów —  estrada nacional n.º 22
- Estrada provincial n.º 139: Górzyca — Kowalów — Rzepin — Gądków Wielki — Debrznica

### Transporte ferroviário
A cidade é um importante entroncamento ferroviário. Há uma estação ferroviária em Rzepin, por onde passam:
- Linha n.º 3, que liga Varsóvia a Frankfurt an der Oder
- Linha n.º 273 “Nadodrzanka”, que liga Breslávia a Szczecin
- Linha n.º 364, que liga Rzepin a Międzyrzecz e Wierzbno.

## Educação
- Complexo escolar em Rzepin:
  - Escola de ensino fundamental n.º 1, Henryk Sienkiewicz com ramificações integrativas, rua Wojska Polskiego 28[24]
  - Escola de ensino médio, Stanisław Staszic, rua Wojska Polskiego 30[25]
- Escola Secundária Técnica Florestal Prof. Jan Miklaszewski em Starościn, rua Starościn 34[26]

## Cultura
Há um Centro Cultural Municipal em funcionamento na cidade desde janeiro de 2005. O cinema “Chrobry” também funciona no Centro Cultural Municipal.

## Comunidades religiosas
- Igreja Católica de Rito Latino

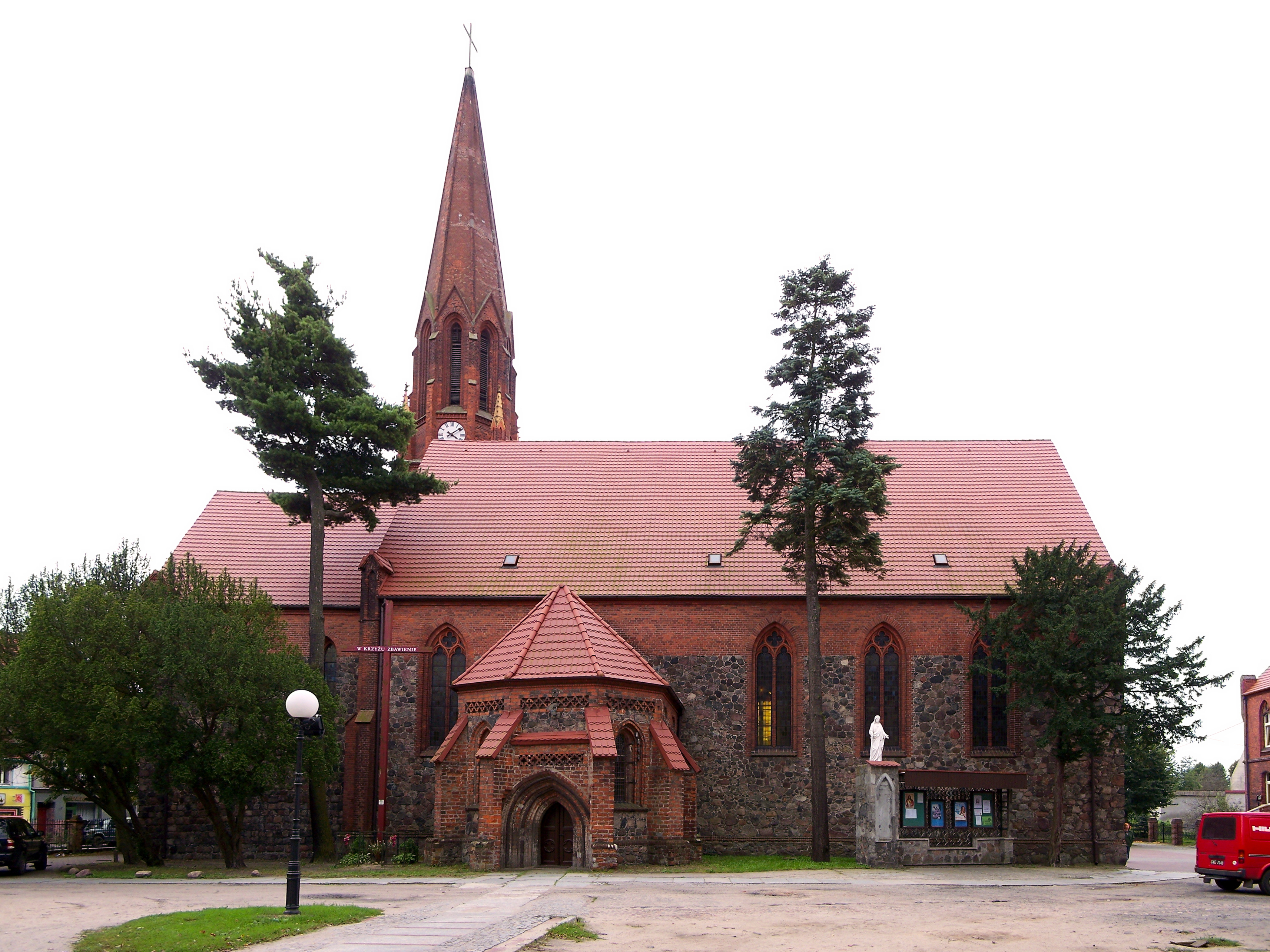
Igreja gótica do Sagrado Coração de Jesus

  - Igreja paroquial do Sagrado Coração de Jesus, praça Kościelny 4[28]
  - Igreja de Santa Catarina, rua Chrobrego 24D[29]
- Testemunhas de Jeová:
  - Igreja em Rzepin (Salão do Reino)

## Esporte e lazer
Rzepin tem as seguintes instalações esportivas:
- Estádio Municipal na rua Poznańska; capacidade: 1.000 lugares, incluindo 630 cadeiras
- Salão de esportes no Complexo Escolar de Rzepin
- Campo de futebol na rua Lipowa

Há também o Clube Esportivo Municipal “Ilanka” Rzepin, fundado em 17 de dezembro de 1965 como resultado da fusão do Clube Esportivo Ferroviário “Kolejarz” Rzepin, fundado em 1948, e da Escola e Comunidade KS “Jeleń” Rzepin. Em 1976, o “Ilanka” se fundiu com o Clube Esportivo “Stal” Rzepin, formado em 1970. Na temporada 2023/2024, a seção de futebol do clube joga na IV Liga da Lubúsquia. As cores distintivas da equipe: azul e branco.
O “Ilanka” também tem uma seção de atletismo (Athletic Team). Os atletas da seção ganharam várias medalhas nos campeonatos mundiais e europeus, no Congresso Mundial de Powerlifting (WPC) e no World United Amateur Powerlifting (WUAP). Há também uma seção de bridge esportiva.
Em fevereiro de 2013, foi criado o Clube Esportivo de voleibol “Piast” Rzepin. Ele joga na terceira liga sênior.

## Natureza
- Monumentos naturais: carvalho-roble “Piasta”, mais de uma dúzia de árvores individuais — principalmente carvalhos antigos na floresta de Nowy Młyn, dois grupos de pinheiros-comuns (Nowy Młyn, Grodzisko perto de Starościn), choupos e salgueiros na cidade, o único monumento de natureza inanimada é uma bloco errático perto da aldeia de Gajec.
- Reservas naturais mais próximas: Reserva natural Pântanos de Sułowski (área da Rede Natura 2000, local de introdução da Aldrovanda vesiculosa).
- Diversas áreas ecológicas, a maioria delas em terras da Floresta Nacional, por exemplo, “Łąki”, “Wzdłuż Ilanki”, “Przy Ilanka”, “Wokół Jeziora Popienko” (local da Hammarbya paludosa).

### Floresta de Rzepin
Desde o início, o grande trunfo de Rzepin foram as florestas que a cercavam. As florestas já haviam sido concedidas à cidade antes do século XIV, mas, como resultado de um erro das autoridades de Rzepin ao calcular os impostos em 1553, elas foram confiscadas, restando apenas um pedaço de árvores raquíticas. Havia duas florestas reais próximo de Rzepin, provando como a área era abundante em caça. No século XVIII, foi criada uma inspetoria florestal, bem como o ainda existente alojamento do guarda-florestal Dąbrowa vel Osęka (agora parte do assentamento de Rzepinek). Atualmente, o termo Puszcza Rzepińska ou Lubuska Brama deve ser considerado um nome histórico, possivelmente sinônimo de Puszcza Lubuska, ou seja, grandes áreas florestais na voivodia de Lubúsquia cercadas principalmente por Rzepin e Torzym. Rzepin é a sede da inspetoria florestal.

## Turismo
Trilhas para caminhadas
- Estação Ferroviária de Rzepin — Praça do Mercado de Rzepin — Rzepin, rua J. Kilińskiego — Rzepinek —  carvalho-roble “Piasta” — Grodno — Lago Supno — Lago Głębokie — Sądów — Drzeniów (mais adiante para Krosno Odrzańskie)
- Caminho de São Tiago na Lubúsquia (trecho de 250 km de Murowana Goślina a Słubice)[33]

Trilhas para ciclistas
- Ciclismo Słubice — Drzecin — Stare Biskupice — Nowe Biskupice — Gajec — Rzepin — Rzepinek — Nowy Młyn — Jerzmanice Lubuskie — Radzikówek — Radzików — Sądów — Cybinka — Białków — Reserva “Młodno” — Krzesin.[34]